# 約翰·加拉門迪
約翰·雷蒙·加拉門迪（英語：John Raymond Garamendi，/ˌɡærəˈmɛndi/；1945年1月24日—）是一名美國商人和民主黨籍政治人物，自2009年起在美國眾議院代表舊金山和沙加緬度之間的北加州地區，包括費爾菲爾德和休森市。加拉門迪曾於1991年至1995年和2003年至2007年擔任加州保險專員，1995年至1998年擔任美國內政部副部長，2007年起擔任加州副州長，直至2009年當選為眾議院議員。
加拉門迪出生於佛羅里達州克萊縣布蘭丁軍營，並在加州莫凱勒米山長大。他在加利福尼亞大學柏克萊分校獲得文學學士學位，並在哈佛商學院獲得文學碩士學位，然後於1966年至1968年在衣索比亞的和平队服務。他於1974年當選為加利福尼亞州眾議院議員，只做了一屆，之後於1976年當選為加利福尼亞州參議院議員，他在那裡做了四屆，直至1990年。在此期間，他曾擔任過多數黨領袖，並在1982年和1986年分別競選民主黨提名的加州州長和審計長，但都未獲成功。
1990年，加拉門迪成為首位當選的加州保險專員，從1991年任職至1995年。他在1994年的選舉中競選州長，在民主黨初選中敗北。他離開公職後，於1995年至1998年擔任比爾·柯林頓總統的內政部副部長，之後再次為和平队服務。2002年，他再次當選為保險專員，並在2003年的罷免選舉中再次短暫競選州長，之後便退出，轉而支持副州長克魯茲·布斯塔曼特。2006年，他當選為副州長，接替任期屆滿的布斯塔曼特。
加拉門迪曾計畫在2010年第四次競選州長，但在加州第十國會選區的美國眾議員艾倫·陶雪辭職成為美國軍控與國際安全事務副國務卿後，加拉門迪在2009年11月的特別選舉中獲勝，接替了她的職位。

## 選舉結果

### 2022
| 党派 | 党派               | 候选人               | 得票数  | 百分比 |
| ---- | ------------------ | -------------------- | ------- | ------ |
|      | 民主党             | 約翰·加拉門迪 (時任) | 145,501 | 75.7   |
|      | 共和党             | 魯迪·雷西爾          | 46,634  | 24.3   |
| 合计 | 合计               | 合计                 |         | 100    |
|      | 民主党保持既有席位 |                      |         |        |

### 2024
| 党派 | 党派               | 候选人               | 得票数  | 百分比 |
| ---- | ------------------ | -------------------- | ------- | ------ |
|      | 民主党             | 約翰·加拉門迪 (時任) | 201,962 | 74.0   |
|      | 共和党             | 魯迪·雷塞爾          | 71,068  | 26.0   |
| 合计 | 合计               | 合计                 | 273,030 | 100    |
|      | 民主党保持既有席位 |                      |         |        |

## 外部連結
- Congressman John Garamendi （页面存档备份，存于） official U.S. House website
- John Garamendi for Congress （页面存档备份，存于）
- 中的“約翰·加拉門迪”

- 美國國會國家人物傳記大辭典中的傳記
- 由華盛頓郵報維護的投票記錄
- 智慧投票计划中的傳記、投票紀錄及利益集團評級
- 聯邦選舉委員會中的競選財務報告和數據
- C-SPAN內的頁面（英文）
- Join California John Garamendi （页面存档备份，存于）

| 加利福尼亞州眾議院         | 加利福尼亞州眾議院                                         | 加利福尼亞州眾議院          |
| -------------------------- | ---------------------------------------------------------- | --------------------------- |
| 前任者： 比爾·巴格萊       | 加利福尼亞州州議會議員 來自第七選區 1974年－1976年         | 繼任者： 諾曼·S·沃特斯      |
| 加利福尼亞州參議院         |                                                            |                             |
| 前任者： 阿爾·阿奎斯       | 加利福尼亞州參議院議員 來自第十三選區 1976年－1984年       | 繼任者： 阿爾·阿奎斯        |
| 前任者： 米爾頓·馬克斯     | 加利福尼亞州參議院議員 來自第五選區 1984年－1990年         | 繼任者： 帕特里克·約翰斯頓  |
| 官衔                       |                                                            |                             |
| 新頭銜                     | 加利福尼亞州保險專員 1991年－1995年                        | 繼任者： 查克·奎肯布什      |
| 新頭銜                     | 美國內政部副部長 1995年－1998年                            | 繼任者： 大衛·J·海耶斯      |
| 前任者： 哈利·W·羅         | 加利福尼亞州保險專員 2003年－2007年                        | 繼任者： 史蒂夫·波伊茲納    |
| 前任者： 克魯茲·布斯塔曼特 | 加利福尼亞州副州長 2007年－2009年                          | 繼任者： 莫娜·帕斯奎爾 代理 |
| 美国众议院                 |                                                            |                             |
| 前任者： 艾倫·陶雪         | 美國眾議院議員 來自加利福尼亞州第十國會選區 2009年－2013年 | 繼任者： 傑夫·鄧哈姆        |
| 前任者： 丹·蘭格倫         | 美國眾議院議員 來自加利福尼亞州第三國會選區 2013年－至今   | 現任                        |
| 美國排位名單               |                                                            |                             |
| 前任者： 趙美心            | 美國眾議院中的年資 第118位                                 | 繼任者： 泰德·德克          |